# Franck Bouyer
Franck Bouyer (Beaupréau, 17 de març de 1974) és un ciclista francès, professional des del 1995 fins al 2013.

## Palmarès
- 1994
  - 1r al Gran Premi de Montamisé
- 1995
  - Vencedor d'una etapa de la Mi-août bretonne
- 2001
  - 1r al Tour del Llemosí i vencedor d'una etapa
- 2002
  - 1r a la Copa de França
  - 1r al Tour de Vendée
- 2004
  - 1r a la París-Camembert
  - Vencedor d'una etapa del Circuit de La Sarthe
- 2010
  - 1r al Tour de Bretanya

### Resultats al Tour de França
- 1996. Abandona (14a etapa)
- 1998. 94è de la classificació general
- 2000. 122è de la classificació general
- 2001. 74è de la classificació general
- 2002. 114è de la classificació general

### Resultats a la Volta a Espanya
- 2009. Abandona (13a etapa)

### Resultats al Giro d'Itàlia
- 2001. Abandona (13a etapa)